# الحبيلات الشرقية
قرية الحبيلات الشرقية هي إحدى القرى التابعة لمركز أبو تشت في محافظة قنا في جمهورية مصر العربية. حسب إحصاءات سنة 2006، بلغ إجمالي السكان في الحبيلات الشرقية 4635 نسمة، منهم 2184 رجل و2451 امرأة.